# 가시와 요시후미
가시와 요시후미(일본어: 柏 好文, 1987년 7월 28일 ~ )는 일본의 축구 선수이다.

## 구단 경력
그는 2010년부터 J리그의 방포레 고후, 산프레체 히로시마에서 뛰었다.